# My Voice
My Voice é o primeiro álbum de estúdio da cantora sul-coreana Taeyeon. Foi lançado em 28 de fevereiro de 2017, juntamente com o vídeo do primeiro single do álbum, "Fine". Previamente, a música "I Got Love" foi lançada como pré-single do álbum em 17 de fevereiro. Logo após seu lançamento, Taeyeon conseguiu por todas as músicas do álbum digital nas paradas coreanas, com o single "Fine" no topo de muitos. Apenas 8 horas depois de ser lançado, o clipe de "Fine" alcançou a marca de 1 milhão de visualizações no YouTube, sendo o vídeo mais rápido da cantora a chegar a tal marca. Em 5 de abril o álbum ganhou uma edição de luxo intitulada My Voice Deluxe Edition.

## Lançamento
No dia 15 de fevereiro, a S.M. Entertainment divulgou um teaser do clipe de "I Got Love", lançada em 17 de fevereiro como um pré-single do My Voice.
Após anunciar o lançamento do primeiro álbum de Taeyeon, a S.M. começou a divulgar prévias das músicas do My Voice, a começar pela música "Love In Color", no dia 20 de fevereiro.
My Voice foi lançado em 28 de fevereiro de 2017, junto com o clipe do primeiro single do álbum, "Fine".

### Relançamento
O álbum foi relançamento em 5 de abril de 2017 como uma edição de luxo, 3 novas músicas e uma nova faixa-titulo “Make Me Love You” e com seu single “11:11” que foi lançado no ano anterior como um single digital.

## Singles
O álbum possui dois singles e três vídeo clipes, um para o single principal, "Fine", outro para o pré-single do álbum, "I Got Love" e outro para o single da versão repaginada do álbum intitulado "Make Me Love You"
O lançamento de "I Got Love" foi marcado pelo visual dark e sensual que Taeyeon ainda não havia mostrado ao público.
Em "Fine", Taeyeon mostra seu lado sensível, como já mostrado em lançamentos anteriores, tendo o clipe com uma história que se assemelha ao de seu single anterior, "11:11".
O single de relançamento "Make Me Love You" foi lançado em 05 de abril de 2017 junto ao videoclipe.

## Lista de faixas
| My Voice – Edição digital padrão |                                                 |                   | |         |  |
| N.º                              | Título                                          | Letras            | Música                                                                                                 | Duração |  |
| 1.                               | "Fine"                                          | Jin Ri            | Michael Woods Kevin White Andrew Bazzi Shaylen Carroll MZMC Rice n' Peas                               | 3:29    |  |
| 2.                               | "Cover Up"                                      | Realmeee          | Grades Caroline Ailin Realmeee                                                                         | 3:26    |  |
| 3.                               | "Feel So Fine" (hangul: 날개; rr: Nalgae)       | Moon Hye-min      | Courtney Woolsey Daniel Durn Katrine "Neya" Klith Johan Gustafsson Sebastian Lundberg Fredrik Häggstam | 3:39    |  |
| 4.                               | "I Got Love"                                    | Kenzie            | Kenzie Thomas Troelsen Eyelar                                                                          | 3:10    |  |
| 5.                               | "I'm OK"                                        | Yorkie Ryu Woo    | Devine-Channel Tyler Sharny Diana Salvatore Fabio BOI Angelini                                         | 3:34    |  |
| 6.                               | "Time Lapse"                                    | Kim Jong-wan      | Kim Jong-wan ZOOEY                                                                                     | 4:14    |  |
| 7.                               | "Sweet Love"                                    | Kenzie            | Kenzie The Stereotypes Racquelle "Rahky" Anteola                                                       | 3:04    |  |
| 8.                               | "When I Was Young"                              | Lee Joo-hyung     | Lee Joo-hyung                                                                                          | 3:52    |  |
| 9.                               | "Lonely Night"                                  | Kenzie            | Kenzie                                                                                                 | 3:43    |  |
| 10.                              | "Love in Color" (hangul: 수채화; rr: Suchaehwa) | Lee Yoon-seol     | Myah Marie Langston Krysta Youngs                                                                      | 2:57    |  |
| 11.                              | "Fire"                                          | JQ Jo Mi-yang     | Myah Marie Langston Bennett Armstrong Justin Armstrong Carah Faye                                      | 3:07    |  |
| 12.                              | "Eraser"                                        | Mafly Lee Seu-ran | Dillon Pace Sean Douglas Felicia Barton                                                                | 2:54    |  |
| Duração total:                   | Duração total:                                  | Duração total:    | Duração total:                                                                                         | 41:15   |  |

| My Voice – Edição física padrão (faixa bônus) |                                                                                  |                |                          |         |  |
| N.º                                           | Título                                                                           | Letras         | Música                   | Duração |  |
| 13.                                           | "Time Walking on Memory" (hangul: 기억을 걷는 시간; rr: Gieogeul geonneun sigan) | Kim Jong-wan   | Kim Jong-wan Hong So-jin | 3:53    |  |
| Duração total:                                | Duração total:                                                                   | Duração total: | Duração total:           | 45:19   |  |

| My Voice – Edição deluxe | |                   | |         |  |
| N.º                      | Título | Letras            | Música                                                                                                 | Duração |  |
| 1.                       | "Make Me Love You"                                                                                             | Cho Yun-kyung     | Aaron Benward Matthew Tishler Felicia Barton                                                           | 3:33    |  |
| 2.                       | "Fine" | Jin Ri            | Michael Woods Kevin White Andrew Bazzi Shaylen Carroll MZMC Rice n' Peas                               | 3:29    |  |
| 3.                       | "Cover Up" | Realmeee          | Grades Caroline Ailin Realmeee                                                                         | 3:26    |  |
| 4.                       | "Feel So Fine" (hangul: 날개; rr: Nalgae; lit. Wings)                                                          | Moon Hye-min      | Courtney Woolsey Daniel Durn Katrine "Neya" Klith Johan Gustafsson Sebastian Lundberg Fredrik Häggstam | 3:39    |  |
| 5.                       | "I Got Love"                                                                                                   | Kenzie            | Kenzie Thomas Troelsen Eyelar                                                                          | 3:34    |  |
| 6.                       | "I'm OK" | Yorkie Ryu Woo    | Devine-Channel Tyler Sharny Diana Salvatore Fabio BOI Angelini                                         | 3:34    |  |
| 7.                       | "Time Lapse"                                                                                                   | Kim Jong-wan      | Kim Jong-wan ZOOEY                                                                                     | 4:14    |  |
| 8.                       | "Sweet Love"                                                                                                   | Kenzie            | Kenzie The Stereotypes Racquelle "Rahky" Anteola                                                       | 3:04    |  |
| 9.                       | "When I Was Young"                                                                                             | Lee Joo-hyung     | Lee Joo-hyung                                                                                          | 3:52    |  |
| 10.                      | "I Blame On You"                                                                                               | Yorkie            | Devine Channel Lena Leon Aurora Pfeiffer Ryan Henderson Richard Beynon                                 | 3:23    |  |
| 11.                      | "Lonely Night"                                                                                                 | Kenzie            | Kenzie                                                                                                 | 3:43    |  |
| 12.                      | "11:11" | Kim Eana          | Christian Vinten Chelcee Grimes                                                                        | 3:43    |  |
| 13.                      | "Love In Color" (hangul: 수채화; rr: Suchaehwa; lit. Watercolor)                                               | Lee Yoon-seol     | Myah Marie Langston Krysta Youngs                                                                      | 2:57    |  |
| 14.                      | "Fire" | JQ Jo Mi-yang     | Myah Marie Langston Bennett Armstrong Justin Armstrong Carah Faye                                      | 3:07    |  |
| 15.                      | "Eraser" | Mafly Lee Seu-ran | Dillon Pace Sean Douglas Felicia Barton                                                                | 2:54    |  |
| 16.                      | "Curtain Call"                                                                                                 | Jang Yun-jeong    | Peter Wallevik Daniel Davidsen Tebey Ottoh Noel Salmon                                                 | 3:52    |  |
| 17.                      | "Time Spent Walking Through Memories" (Faixa bônus CD) (hangul: 기억을 걷는 시간; rr: Gieogeul geonneun sigan) | Kim Jong-wan      | Kim Jong-wan Hong So-jin                                                                               | 3:53    |  |
| Duração total:           | Duração total:                                                                                                 | Duração total:    | Duração total:                                                                                         | 59:50   |  |